# August Lehmkuhl
August Lehmkuhl SJ (* 23. September 1834 in Hagen; † 23. Juni 1918 im Ignatiuskolleg in Valkenburg/Niederlande) war katholischer Geistlicher, Jesuit und Moraltheologe.

## Leben
August Lehmkuhl wurde als Sohn eines Kürschners in Hagen geboren. Nach seinem Abitur im Jahr 1853 am Königlichen Gymnasium am Burgplatz zu Essen studierte er Katholische Theologie und trat in den Jesuitenorden ein (Maria Laach). Als Lehrer für Moraltheologie reiste er nach England (1872) und war in Paraguay tätig. An der Jesuiten-Hochschule zu Valkenburg lehrte er als Professor für Moraltheologie. Schwerpunkte seiner Forschung waren der Probabilismus, die Stellung zu Arbeiterfrage, Streik und Alkoholkonsum. Auch war er als Sozialpolitiker tätig. Einer seiner Schüler und sein späterer Nachfolger im Amt war Franz Hürth.

## Schriften
- Theologia moralis, 2 Bände, 1883 ff.
- Die Moraltheologie und die Kritik ihrer Methode. In: Stimmen aus Maria Laach. 61 (1901), S. 275–287.
- Casus conscientiae ad usum confessariorum. 2 Bände, 1901.
- Probabilismus vindicatus. 1906.